# Brzetysław (książę ołomuniecki)
Brzetysław (zm. przed 1201) – książę ołomuniecki od 1189 r. do śmierci.
Brzetysław był synem Ottona III Detleba i Durancji. Po objęciu czeskiego tronu w 1189 r. książę Konrad II Otto odwołał z wygnania swoich krewnych. Po powrocie Brzetysław i jego brat Włodzimierz otrzymali dzielnicę ołomuniecką.
Brzetysław z nieznaną z imienia żoną miał syna Sifrida.